# Хреновуха

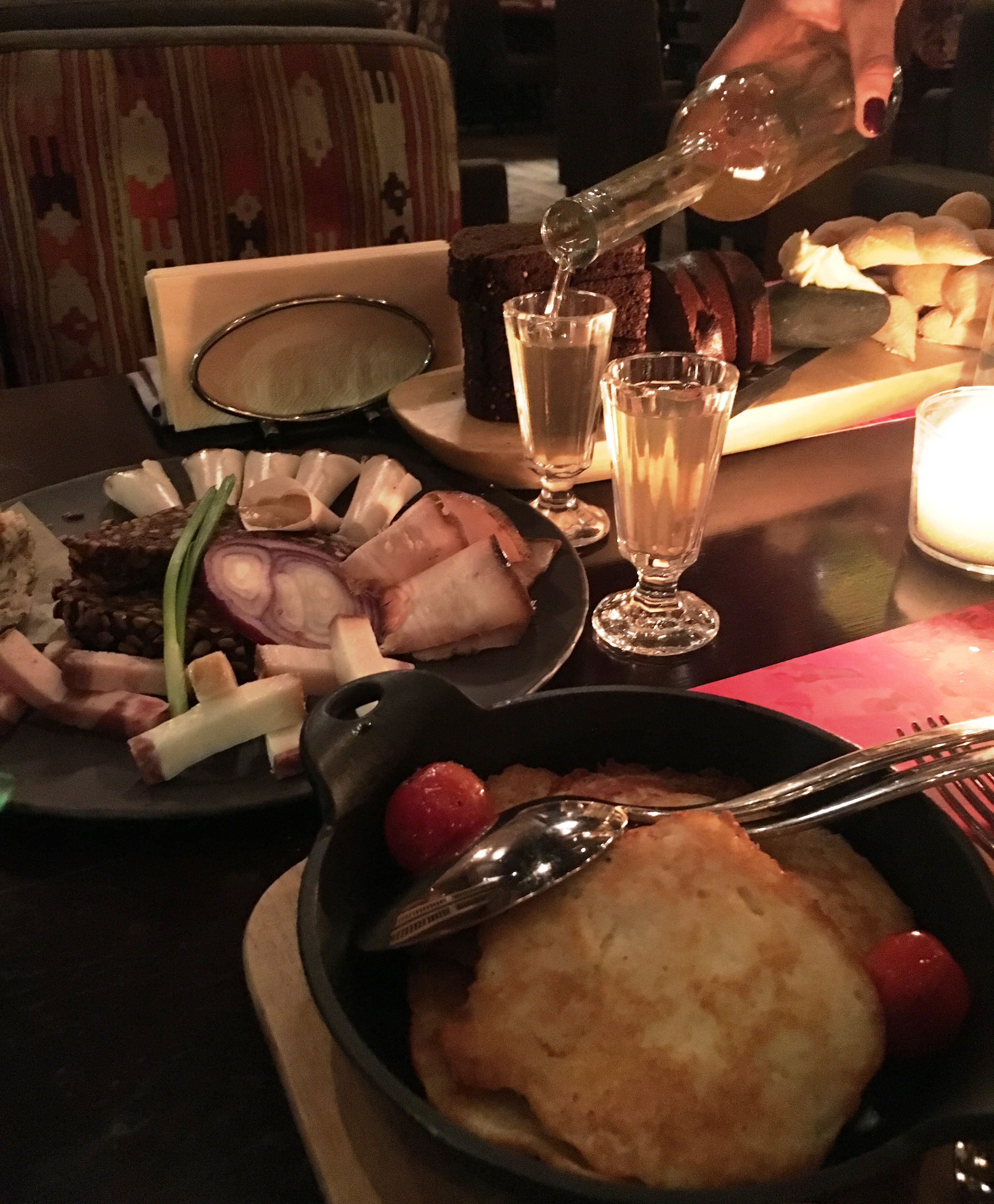
Хреновуха, поданная с драниками и салом

Хренову́ха (также хрено́вка, хрено́вочка, хрено́вая насто́йка, хрено́вая во́дка) — крепкий алкогольный напиток, горькая настойка на корне хрена. Распространён в России, Белоруссии и Украине. Для приготовления хреновухи могут использоваться водка или самогон, реже — разбавленный спирт.
Для придания напитку дополнительных вкусовых и ароматических тонов в него, помимо хрена, могут добавляться и другие ингредиенты: мёд, чеснок, различные специи и пряности, однако по своему объёму они существенно уступают хрену.

## Способы приготовления
- Настойка хрена на спирте, водке, самогоне 2—3 дня, снятие с осадка (декантирование), последующее добавление ингредиентов и доведение при необходимости до нужной крепости. Самые распространённые варианты содержат кроме хрена в разных пропорциях морковь, имбирь, сельдерей, душистый и острый перец, горчицу, гвоздику, чеснок, мёд или сахарный колер.
- Настойка хрена на самогоне 3—7 дней, дробная дистилляция полученной настойки для выделения ароматной и острой части, а также для избавления от взвеси частиц хрена. В дальнейшем полученный ароматный дистиллят настаивается на остром красном перце, гвоздике и остальных ингредиентах, фильтруется, добавляется настой (снятый с осадка) мёда, полученный напиток отстаивается в прохладном месте не менее суток и при необходимости ещё раз снимается с осадка.

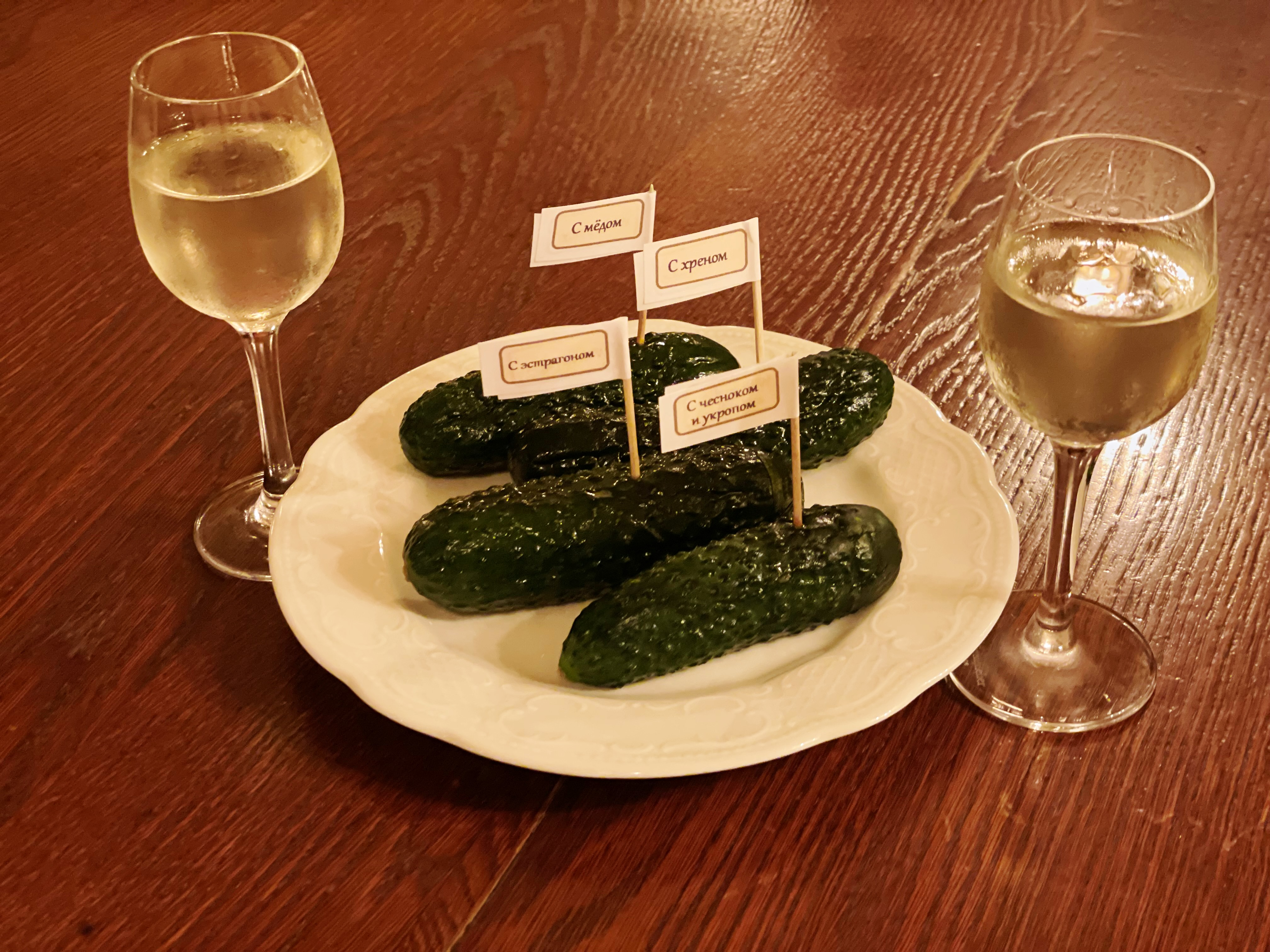
Хреновуха, поданная с малосольными огурцами

- Хреновуха быстрого приготовления: необходимо взять немного ядрёных корешков (40 г), имбирь свежий (20 г), несколько ложек мёда, немного сока лимона, щепотка соли и пол-литра самогона. Для начала все компоненты (кроме алкоголя и меда) измельчают, перемешивают и дают постоять минут 5, чтобы пустить сок. Потом кашицу заливают спиртным, кладут мёд, непрерывно перебалтывают в течение 10 минут, оставляют ещё на 10 минут и процеживают[2].

## История
Настойка на хрене известна в России с давних времён. Так, Пётр I в начале XVIII века издал указ, согласно которому в каждом подворье должно быть по 5 четвертей хреновой водки, особенно для тех людей, кто занят тяжёлым трудом и пребывает на холоде.
С 1 января 2016 года в России вступил в действие ГОСТ в отношении традиционных спиртных напитков, в том числе хреновухи и плодово-ягодных водок. Согласно ему запрещено использование химических подсластителей и вкусовых добавок.

## Этимология названия
Слово «хреновуха» относится к просторечию и не зафиксировано в словарях (ср. «медовуха»). Тем не менее настойка хрена под таким названием подаётся во многих ресторанах.